# Kortkapsel
Brachythecium (Kortkapsel) er en slægt af mosser med omkring 300 arter udbredt over hele verden. 12 arter findes i Danmark. Brachythecium er dannet af de græske ord brachys 'kort' og thekion 'lille hylster'.
| Danske arter |

- Hvidlig kortkapsel Brachythecium albicans
- Kalkkortkapsel Brachythecium glareosum
- Kærkortkapsel Brachythecium mildeanum
- Grøn kortkapsel Brachythecium oedipodium
- Stenkortkapsel Brachythecium plumosum
- Parkkortkapsel Brachythecium populeum

- Ellekortkapsel Brachythecium reflexum
- Vældkortkapsel Brachythecium rivulare
- Alm. kortkapsel Brachythecium rutabulum
- Skovkortkapsel Brachythecium salebrosum
- Glinsende kortkapsel Brachythecium starkei
- Fløjlskortkapsel Brachythecium velutinum